# Marilyn Okoro
Marilyn Chinwenwa Okoro, angleška atletinja, * 23. september 1984, London, Anglija Združeno kraljestvo.
Nastopila je na poletnih olimpijskih igrah leta 2008 ter osvojila bronasto medaljo v štafeti 4x400 m, v teku na 800 m se je uvrstila v polfinale. Na svetovnih prvenstvih je osvojila bronasto medaljo v štafeti 4x400 m leta 2007, na evropskih prvenstvih srebrno medaljo v isti disciplini leta 2010, na evropskih dvoranskih prvenstvih pa srebrno in bronasto medaljo v štafeti 4x400 m ter bronasto medaljo v teku na 800 m leta 2011.